# Reinhard Hummel
Reinhard Hummel (* 1942 in Neuruppin) ist ein deutscher Hörspielautor.

## Leben
Hummel kam mit seiner Familie 1958 nach West-Berlin. an der Freien Universität studierte er von 1962 bis 1968 Philosophie und Germanistik mit anschließender Promotion. 1970 verhalf er einer Bekannten aus Leipzig zur Flucht in die Bundesrepublik. Ab 1971 arbeitete er freiberuflich als Hörspielautor und -produzent für verschiedene Sender der ARD und den RIAS. Daneben betätigt er sich auf dem Gebiet des grafischen Gewerbes und der Informationstechnologie und unterrichtet im Rahmen der Erwachsenenbildung Deutsch als Fremdsprache.

## Hörspiele
Autor/Regie/Sprecher:
- 1969: Schallmauer – Regie: Ulrich Gerhardt (Hörspiel – RIAS)
- 1970: Liebesdivision. Hörspiel mit Beat – Regie: Ulrich Gerhardt, Reinhard Hummel (Hörspiel – RB)
- 1971: Arbeiten müssen... – Regie: Raoul Wolfgang Schnell (Hörspiel – RB)
- 1974: Arbeitsfrieden – Regie: Reinhard Hummel (Original-Hörspiel – RIAS/Reinhard Hummel)
- 1975: Das Haus, in dem ich wohne – Regie: Helga Kunze, Rolf Rockstroh, Reinhard Hummel (Originalhörspiel, Originaltonhörspiel – RB/RIAS)
- 1975: Mit Co-Autor Götz Naleppa: Zusammen leben (2 Teile) – Regie: Reinhard Hummel, Götz Naleppa (Originalhörspiel, Originaltonhörspiel – RIAS)
- 1977: Mit Co-Autorin Monique Arend: Das Wasser war viel zu tief (auch Sprecher) – Regie: Reinhard Hummel (Originalhörspiel – SWF/RB)
- 1979: Was du willst – Regie: Reinhard Hummel (Originalhörspiel – RB/RIAS)
  - Auszeichnung: Hörspiel des Monats Februar 1979
- 1980: Essay über Geräusche in der Geschichte des Hörspiels – Regie: Ch. Körner (Essay – SWF)
- 1980: Ilkas Träume – Regie: Reinhard Hummel (Originalhörspiel, Kurzhörspiel, Originaltonhörspiel – SFB)
- 1980: Otmars Träume – Realisation: Reinhard Hummel (Originalton-Hörspiel – SFB)
- 1983: Kurze Unterbrechung – Regie: Reinhard Hummel (Hörspiel – BR/RB/RIAS)
- 1988: Worte gegen den Stein – Regie: Reinhard Hummel (Collage, Originaltonhörspiel – RB)
- 1989: Feuer, Wasser, Luft und Erde. Geräusch-Gedicht in vier Sätzen – Regie: Reinhard Hummel (Hörspiel – RB)
- 1991: Wendeschicksal (Originaltonhörspiel – Reinhard Hummel)

Regie/Bearbeitung (Wort)/Sprecher:
- 1971: Luc Ferrari: Portraitspiel (Sprecher) – Komposition und Regie: Luc Ferrari (Ars acustica – SWF)
  - Auszeichnung: Karl-Sczuka-Preis 1972
- 1971: Luc Ferrari: Spielportrait/oder Portraitspieler/oder/oder/oder/Spielportrait-Schwierigkeit/oder Portrait-Spieleskeit/oder Keits-Spieles-Portrait-Macher/oder Selbstportrait/falsch oder wahr/oder was/das ist die Frage (auch Sprecher) – Realisation: Luc Ferrari, Ludwig Groß, Reinhard Hummel, Marlies Von Stedmann, Roswitha Hartwein, Ille Mengel (Hörspiel – SWF/SDR/SR)
  - Auszeichnung: Karl-Sczuka-Preis 1972
- 1971: Friedrich Achleitner: Veränderungen. Eine Studie für Uta Prantl – Regie: Friedrich Achleitner, Reinhard Hummel, Hartmut Kirste, Christa Wild, Hans Wurm (Ars acustica, Hörspielbearbeitung – SWF)
- 1971: Peter Scholz: Obst und Gemüse (Sprecher) – Regie: Hermann Naber (Kurzhörspiel – SWF)
- 1972: Raoul Anderland: Der Gast Nr. 3 (Regie) (Kriminalhörspiel – SWF)
- 1980: Françoise Xenakis: Auf der Insel wollte sie ihm sagen (Regie) (Hörspielbearbeitung – SDR/NDR)
- 1989: Per Olof Sundman: Die Expedition (Bearbeitung (Wort)) – Regie: Till Bergen (Hörspielbearbeitung – RB)

Quelle: ARD-Hörspieldatenbank